# Étienne Clémentel
Étienne Clémentel, född 29 mars 1864, död 25 december 1936, var en fransk politiker.
Clémentel valdes till deputerad 1900. Han blev 1905 kolonialminister i Maurice Rouviers regering, och innehade därefter chefskapet vid olika departement där hans ekonomiska kunskaper kom till användning. Han var sålunda under perioder chef för jordbruksdepartementet, kolonialdepartementet, finansdepartementet, departementet för offentliga arbeten och marindepartementet. Under första världskriget var han handelsminister under Alexandre Ribot, Paul Painlevé och Georges Clemenceaus regeringar och var energiskt sysselsatt med organiserandet av fördelningen av råvaror för de allierades arméer. Upprättandet av ett interallierat råd för sjötransporter var till stor del hans verk, och från augusti 1917 uppgjorde han allmänna förteckningar över arméernas behov. Efter stilleståndet utsågs Clémentel till förste ordförande i den nybildade Internationella handelskammaren, där han senare kvarstod som président fondateur. 1924 blev han finansminister i Édouard Herriots ministär och deltog i konferensen i London i juli 1924. 1920 blev Clémentel senator. 
Bland Clémentels skrifter märks L'âme celtique (1899) och Un drame économique (1914).